# 大屯山南峰

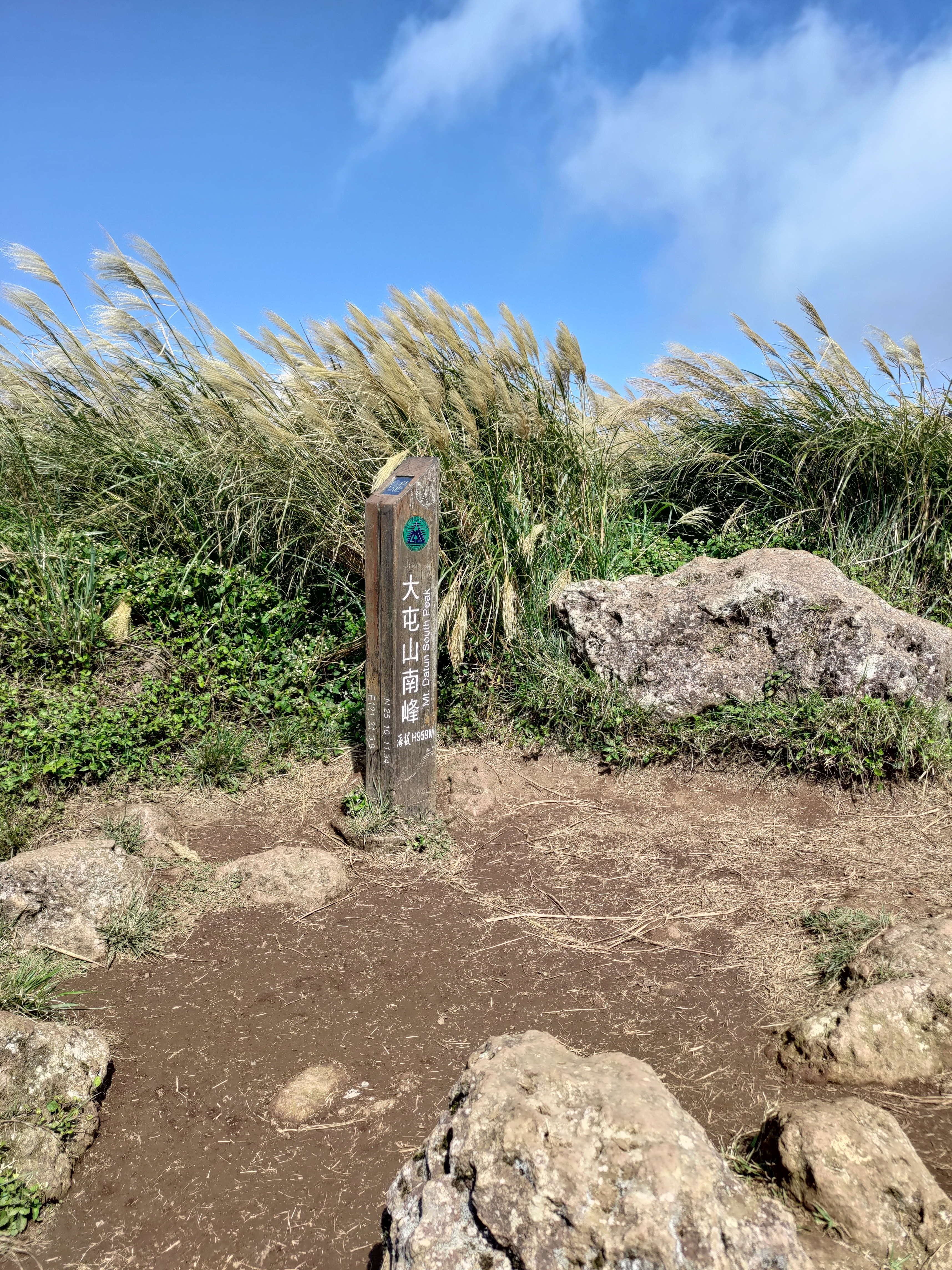
大屯山南峰活動柱

大屯山南峰，是台灣台北市北投區大屯里與新北市淡水區水源里交界處的一座山峰，位於陽明山國家公園範圍內，標高959公尺。大屯山南峰南側為磺港溪上游永春寮溪的源流區，東側為磺溪（南磺溪）支流泉源溪的源流區，北側為公司田溪支流楓樹湖溪的源流區。

## 登山步道
大屯山南峰位於大屯主峰連峰步道（鞍部登山口—清天宮登山口）上，約在全程的二分之一處。該步道是陽明山東西大縱走（陽明山十連峰）的一部分，也是臺北大縱走第一段（捷運關渡站—二子坪服務站）與第二段（面天坪涼亭—小油坑服務站）的一部分。步道全程約5.8公里。
大屯山南峰立有「縱」字拓印柱，與十連峰的其他山頭拓印柱刻字共同組成一句「陽明山東西大縱走活動」。
大屯山南峰往大屯山西峰方向因坡度較大，部分路段必須拉繩攀爬，應戴手套為宜。